# Подлесное (Рязанская область)
Подлесное (Выползово, Старый Богослов) — село в Рязанском районе Рязанской области России. Входит в Подвязьевское сельское поселение.

## История
Село Подлесное впервые упомянуто в выписке из писцовых книг от 1553 года под названием деревни Выползово, принадлежащей Богословскому монастырю. С 1573 года населенный пункт называется селом, в документах, датированных XVII веком фигурируют два названия села: Подлесное и Выползово, но уже в XVIII—XIX веках остаётся только одно название: Подлесное, то есть расположенное около леса. И. В. Добролюбов упоминает также название «Старый Богослов», по названию сельской церкви.
В 1573 году в селе была построена деревянная церковь Иоанна Богослова, а в 1817 году кирпичный храм, который в настоящее время находится в разрушенном состоянии.

## Усадьба Подлесное
Усадьба основана в начале XIX века майором Д. М. Норовым (1752- до 1832), женатый на А. А. Ракитиной (г/р 1770). Далее их сыну гвардии штабс-капитану и кавалеру Н. Д. Норову (1797—1830) с женою А. Н. Норовой.
Сохранилась заброшенная церковь Иоанна Богослова 1817 года в стиле классицизм, построенная Д. М. Норовым вместо прежней деревянной и пруд. Храмоздатель и его сын похоронен рядом с церковью, позже надгробия перевезены в село Подвязье (Рязанский р-н), принадлежавшее их семье, где находятся до сих пор возле приходской церкви Михаила Архангела конца XIX века.
ДМ. и А. А. Норовы владели усадьбой Насурово.

## Население
| 1859 | 1905 | 2010 |
| ---- | ---- | ---- |
| 284  | ↗550 | ↘28  |